# Vairaatea (Polinesia Francesa)
Vairaatea es una comuna asociada de la comuna francesa de Nukutavake que está situada en la subdivisión de Islas Tuamotu-Gambier, de la colectividad de ultramar de Polinesia Francesa.

## Composición
La comuna asociada de Vairaatea comprende la totalidad del atolón de Vairaatea.

## Demografía
| Gráfica de evolución demográfica de Vairaatea entre 1977 y 2012 |
|                                                                 |

Fuente: Insee